# Gastoúri
Gastoúri (Gastouri) är en ort i Grekland.   Den ligger i prefekturen Nomós Kerkýras och regionen Joniska öarna, i den västra delen av landet, 400 km nordväst om huvudstaden Aten. Gastoúri ligger 137 meter över havet och antalet invånare är 679. Den ligger på ön Korfu.
Terrängen runt Gastoúri är kuperad åt sydväst, men åt nordost är den platt. Havet är nära Gastoúri österut. Närmaste större samhälle är Korfu, 6,9 km norr om Gastoúri. 